# Burg Vehingen
Burg Vehingen, auch Burg Vaihingen genannt, ist eine abgegangene Höhenburg bei 252 m ü. NHN auf der Gemarkung von Vaihingen an der Enz in Baden-Württemberg.

## Geschichte
Die Höhenburg auf dem Kaltenstein wurde 1096 als „Castrum Vaihingen“ erstmals urkundlich erwähnt. Sie war zunächst in Besitz der Grafen von Vaihingen, die sie mit der Stadt um 1324 an die Markgrafen von Baden verkaufen mussten. 1334 kamen Burg und Stadt an die Grafen von Oettingen, die sie 1339 an das Haus Württemberg veräußerten.
Von der ehemals polygonal-oval angelegten Burg ist noch stauferzeitliches, um 1230 entstandenes Buckelquader-Mauerwerk im Bereich der ehemaligen Schildmauer erhalten, die gegen Ende des 16. Jahrhunderts in den Mauerring des Nachfolgebauwerks Schloss Kaltenstein integriert wurde.